# Nazarezinho
Nazarezinho é um município brasileiro do estado da Paraíba. Localiza-se a uma altitude de 272 metros. De acordo com o IBGE (Instituto Brasileiro de Geografia e Estatística), no último Censo realizado em 2022, a sua população era de 7.203 habitantes. Área territorial de 229 km².

## Geografia
O município está incluído na área geográfica de abrangência do semiárido brasileiro, definida pelo Ministério da Integração Nacional em 2005.  Esta delimitação tem como critérios o índice pluviométrico, o índice de aridez e o risco de seca.

### Clima
Dados do Departamento de Ciências Atmosféricas, da Universidade Federal de Campina Grande, mostram que Nazarezinho apresenta um clima com média pluviométrica anual de 877.5 mm e temperatura média anual de 26.6 °C.
| Dados climatológicos para Nazarezinho         | Dados climatológicos para Nazarezinho | Dados climatológicos para Nazarezinho | Dados climatológicos para Nazarezinho | Dados climatológicos para Nazarezinho | Dados climatológicos para Nazarezinho | Dados climatológicos para Nazarezinho | Dados climatológicos para Nazarezinho | Dados climatológicos para Nazarezinho | Dados climatológicos para Nazarezinho | Dados climatológicos para Nazarezinho | Dados climatológicos para Nazarezinho | Dados climatológicos para Nazarezinho | Dados climatológicos para Nazarezinho |
| Mês                                           | Jan                                   | Fev                                   | Mar                                   | Abr                                   | Mai                                   | Jun                                   | Jul                                   | Ago                                   | Set                                   | Out                                   | Nov                                   | Dez                                   | Ano                                   |
| --------------------------------------------- | ------------------------------------- | ------------------------------------- | ------------------------------------- | ------------------------------------- | ------------------------------------- | ------------------------------------- | ------------------------------------- | ------------------------------------- | ------------------------------------- | ------------------------------------- | ------------------------------------- | ------------------------------------- | ------------------------------------- |
| Temperatura máxima média (°C)                 | 34,3                                  | 33,2                                  | 32,3                                  | 32,0                                  | 31,5                                  | 31,1                                  | 31,4                                  | 32,9                                  | 34,3                                  | 35,3                                  | 35,6                                  | 35,3                                  | 33,3                                  |
| Temperatura média (°C)                        | 27,7                                  | 26,9                                  | 26,3                                  | 26,1                                  | 25,6                                  | 25,0                                  | 25,0                                  | 25,8                                  | 26,9                                  | 27,8                                  | 28,0                                  | 28,1                                  | 26,6                                  |
| Temperatura mínima média (°C)                 | 22,1                                  | 21,8                                  | 21,6                                  | 21,4                                  | 20,7                                  | 19,7                                  | 19,2                                  | 19,3                                  | 20,4                                  | 21,2                                  | 21,7                                  | 22,1                                  | 20,9                                  |
| Chuva (mm)                                    | 104,0                                 | 166,3                                 | 235,9                                 | 177,0                                 | 61,4                                  | 22,0                                  | 9,5                                   | 2,5                                   | 3,9                                   | 10,0                                  | 19,7                                  | 40,3                                  | 877,5                                 |
| Fonte: Departamento de Ciências Atmosféricas. |                                       |                                       |                                       |                                       |                                       |                                       |                                       |                                       |                                       |                                       |                                       |                                       |                                       |